# Ogonki (Ermland-Mazurië)
Ogonki (Duits: Ogonken; 1938-1945 Schwenten) is een dorp in het Poolse district  Węgorzewski, woiwodschap Ermland-Mazurië. De plaats maakt deel uit van de gemeente Pozezdrze.

## Sport en recreatie
Door deze plaats loopt de Europese wandelroute E11. De E11 loopt van Den Haag naar het oosten, naar de grens Polen/Litouwen. Ter plaatse komt de route van het zuidwesten via het gelijknamige meer van Harsz en vervolgt in zuidoostelijke richting naar Pozezdrze.

## Galerij

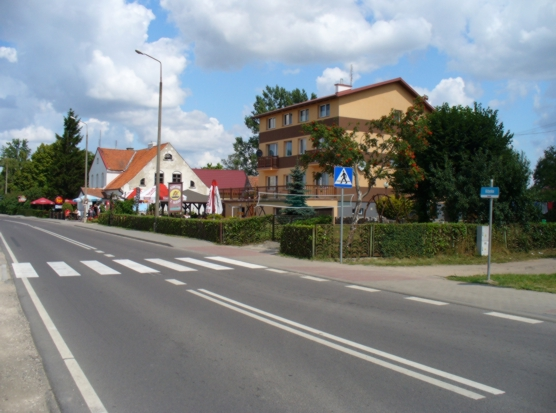
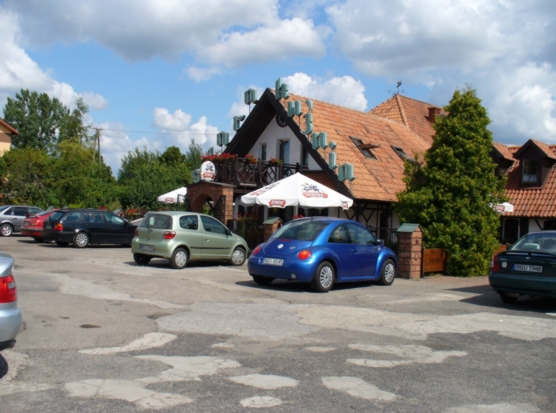
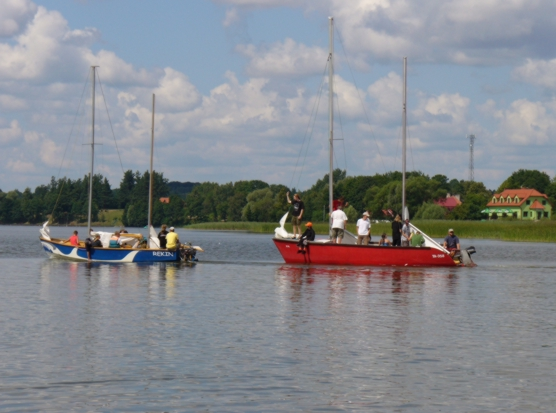
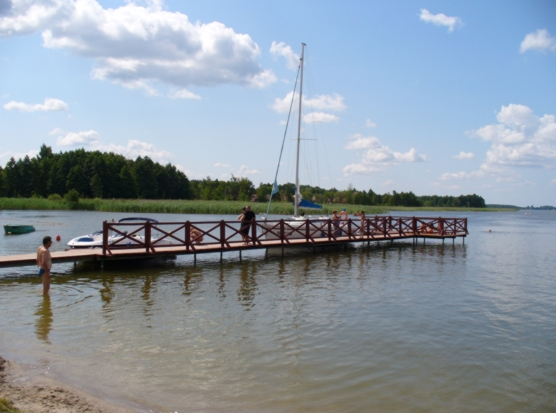
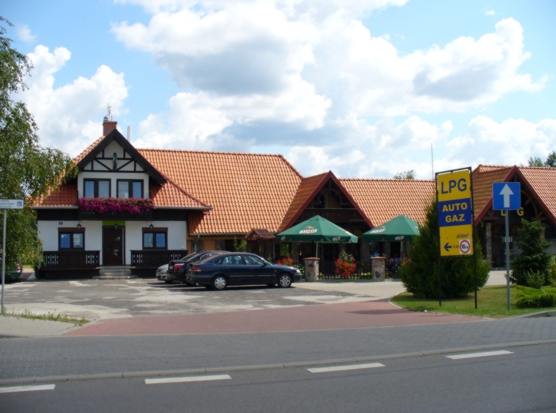
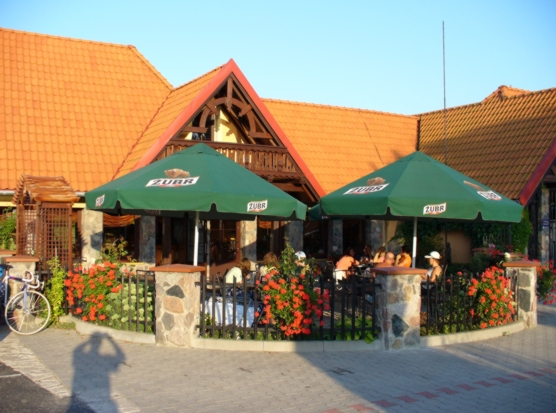